# Gustaf von Numers (heraldiker)

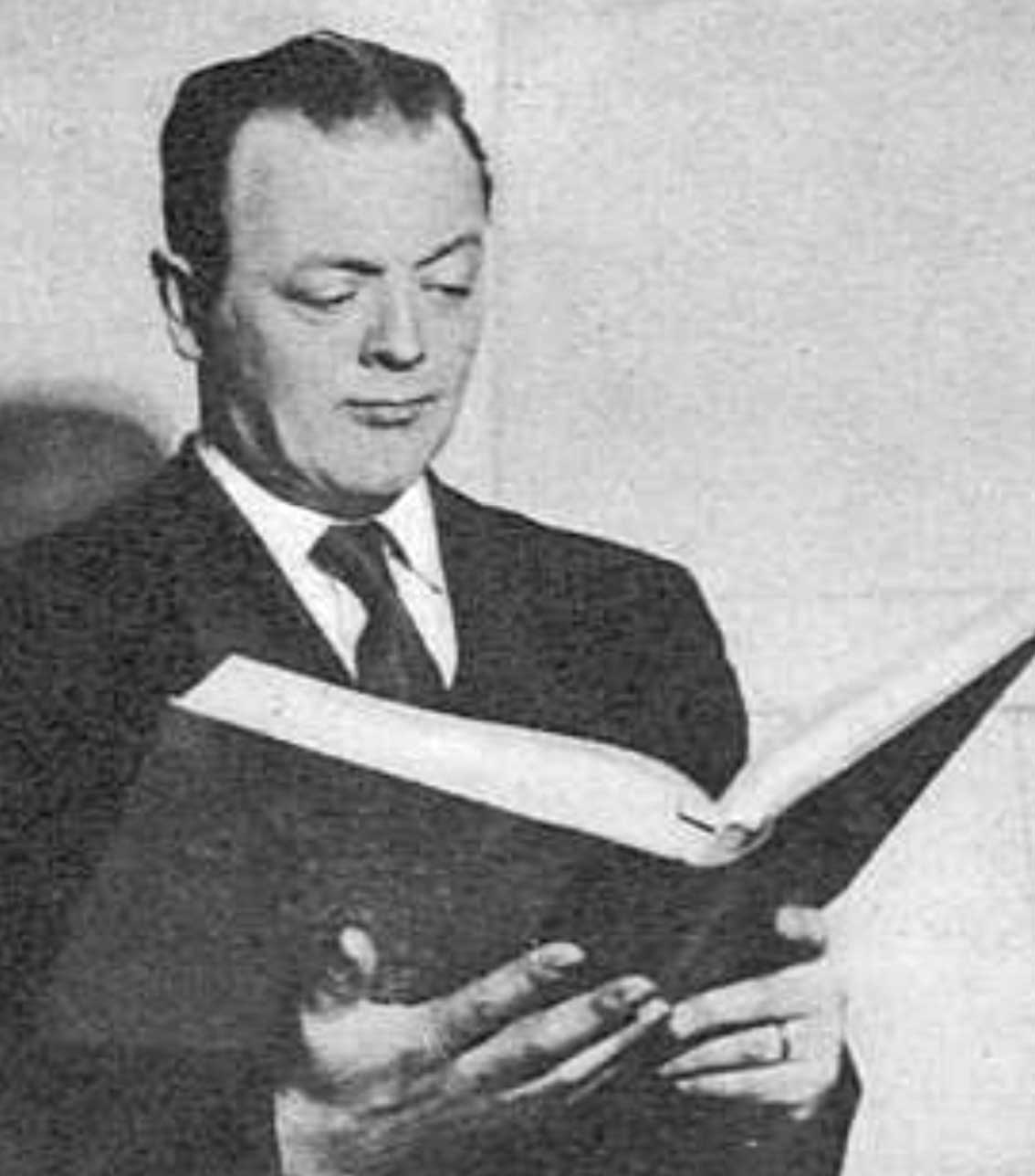
Gustaf von Numers.

Gustaf von Numers, född 31 juli 1912 i Kangasala, död 21 maj 1978 i Helsingfors, var en finländsk heraldisk konstnär. 
Gustaf von Numers studerade på 1930-talet heraldik under ledning av Arvid Berghman och räknas som en av Finlands främsta experter på området. Han var en flitig heraldisk skribent i tidskrifter och dagspress, initierade med andra finska heraldiker lagen om kommunalvapen 1949. Han ritade 134 av Finlands kommunvapen, ett flertal fanor för olika truppförband samt släktvapen, exlibris, medlemsmärken och -nålar. Bland annat skapade han en helt ny typ av häroldsbild, den så kallade granskuran 1950. Hans konstnärliga begåvning bidrog till träffande och talande heraldiska kompositioner för specifika ändamål. 
Han var stiftande medlem av Heraldiska sällskapet i Finland och dess förste ordförande 1957–1964 samt ledamot av Internationella heraldiska akademin vid dess inrättande 1949. Ett internationellt pris, Prix Gustaf von Numers för konstnärliga insatser i heraldik inrättades 1982 för befrämjandet av den heraldiska formgivningen.

## Utmärkelser
- Pro Finlandia-medaljen av Finlands Lejons orden,  6 december 1973[1]
- Vinterkrigets minnesmedalj[2]
- Minnesmedalj för deltagande i 1941-1945 års krig[2]

[Redigera Wikidata]